# William McKenzie
William McKenzie (Auckland, 19 de febrero de 1997) es un deportista neozelandés que compite en vela en la clase 49er. Participó en los Juegos Olímpicos de París 2024, obteniendo una medalla de plata en la clase 49er (junto con Isaac McHardie).

## Palmarés internacional
| \| Juegos Olímpicos \| Juegos Olímpicos \| Juegos Olímpicos \| Juegos Olímpicos \| \| Año \| Lugar \| Medalla \| Clase \| \| ---------------- \| ---------------- \| ---------------- \| ---------------- \| \| 2024 \| París (Francia) \| Medalla de plata \| 49er \| |                 |                  |       |
| Juegos Olímpicos |                 |                  |       |
| Año | Lugar           | Medalla          | Clase |
| 2024 | París (Francia) | Medalla de plata | 49er  |